# Paul Kalmus
Heinrich Paul Johannes Otto Kalmus (* 18. Juni 1864 in Treptow an der Rega, Hinterpommern; † 13. März 1940 in Stettin) war ein evangelischer Theologe und von 1921 bis 1933 Generalsuperintendent für den Ostsprengel der Kirchenprovinz Pommern der evangelischen Kirche der Altpreußischen Union.

## Leben und Wirken
Paul Kalmus wurde als Sohn des Gymnasiallehrers Heinrich Otto Kalmus und seiner Ehefrau Amalie von Haza-Radlitz geboren. Nach dem Schulbesuch in der Geburtsstadt studierte er an den Universitäten Berlin und Greifswald Theologie. Im Jahre 1882 trat er dem Berliner, 1883 auch dem Greifswalder Wingolf bei.
Am 10. Juli 1889 wurde er zum Pfarrer in Pinnow (Kirchenkreis Wolgast) ordiniert. Dort amtierte er, bis er 1891 zum Pfarrer in Papendorf bei Strasburg (Kirchenkreis Prenzlau) ernannt wurde.
Im Jahre 1906 erhielt er einen Ruf nach Dramburg (heute polnisch: Drawsko Pomorskie), wo er das Amt eines Oberpfarrers und Superintendenten des Kirchenkreises Dramburg übernahm.
Während des Ersten Weltkrieges war Kalmus stellvertretender Militäroberpfarrer in Stettin.
Im Jahre 1917 erhielt er die Ernennung zum Konsistorialrat des Konsistoriums der Kirchenprovinz Sachsen in Magdeburg.
Nach der Aufteilung der Kirchenprovinz Pommern in zwei Sprengel im Jahre 1921 wurde D. Paul Kalmus zum Generalsuperintendenten für den Ostsprengel von Pommern berufen. Dieses Amt hatte er bis zu seiner Emeritierung am 1. Oktober 1933 inne.
Sein Nachfolger wurde – nach der „Zwischenepisode“ des Deutsche-Christen-Bischofs Karl Thom – im Jahre 1936 Heinrich Ernst Boeters.